# Liste der Kulturdenkmale in Leutewitz (Dresden)
Die Liste der Kulturdenkmale in Leutewitz umfasst die Kulturdenkmale der Dresdner Gemarkung Leutewitz. Grundlage bildet das vom Landesamt für Denkmalpflege Sachsen verfasste und beständig aktualisierte Denkmalverzeichnis.

## Legende
- Bild: Bild des Kulturdenkmals, ggf. zusätzlich mit einem Link zu weiteren Fotos des Kulturdenkmals im Medienarchiv Wikimedia Commons. Wenn man auf das Kamerasymbol klickt, können Fotos zu Kulturdenkmalen aus dieser Liste hochgeladen werden:
- Bezeichnung: Denkmalgeschützte Objekte und ggf. Bauwerksname des Kulturdenkmals
- Lage: Straßenname und Hausnummer oder Flurstücknummer des Kulturdenkmals. Die Grundsortierung der Liste erfolgt nach dieser Adresse. Der Link (Karte) führt zu verschiedenen Kartendiensten mit der Position des Kulturdenkmals. Fehlt dieser Link, wurden die Koordinaten noch nicht eingetragen. Sind diese bekannt, können sie über ein Tool mit einer Kartenansicht einfach nachgetragen werden. In dieser Kartenansicht sind Kulturdenkmale ohne Koordinaten mit einem roten bzw. orangen Marker dargestellt und können durch Verschieben auf die richtige Position in der Karte mit Koordinaten versehen werden. Kulturdenkmale ohne Bild sind an einem blauen bzw. roten Marker erkennbar.
- Datierung: Baubeginn, Fertigstellung, Datum der Erstnennung oder grobe zeitliche Einordnung entsprechend des Eintrags in der sächsischen Denkmaldatenbank
- Beschreibung: Kurzcharakteristik des Kulturdenkmals entsprechend des Eintrags in der sächsischen Denkmaldatenbank, ggf. ergänzt durch die dort nur selten veröffentlichten Erfassungstexte oder zusätzliche Informationen
- ID: Vom Landesamt für Denkmalpflege Sachsen vergebene, das Kulturdenkmal eindeutig identifizierende Objekt-Nummer. Der Link führt zum PDF-Denkmaldokument des Landesamtes für Denkmalpflege Sachsen. Bei ehemaligen Kulturdenkmalen können die Objektnummern unbekannt sein und deshalb fehlen bzw. die Links von aus der Datenbank entfernten Objektnummern ins Leere führen. Ein ggf. vorhandenes Icon  führt zu den Angaben des Kulturdenkmals bei Wikidata.

## Liste der Kulturdenkmale in Leutewitz
| Bild           | Bezeichnung | Lage                          | Datierung                                                                            | Beschreibung | ID       |
| -------------- | --- | ----------------------------- | ------------------------------------------------------------------------------------ | --- | -------- |
|                | Wohnstallhaus und Scheune eines ehemaligen Dreiseithofes | Altleutewitz 6 (Karte)        | um 1830 (Wohnstallhaus)                                                              | charakteristisches ländliches Anwesen am nördlichen Eingang des malerischen Dorfkerns von Leutewitz, beeindruckende Krüppelwalmdächer, Hauptbau mit Fachwerkobergeschoss, authentisches und exemplarisches Zeugnis der Volksbaukunst seiner Zeit, baugeschichtlich und ortsgeschichtlich bedeutend | 09210606 |
|                | Bauernhaus | Altleutewitz 7 (Karte)        | 1725–1726 Dendro (Bauernhaus)                                                        | charakteristischer ländlicher Bau am nördlichen Eingang des malerischen Dorfkerns von Leutewitz, Fachwerkobergeschoss, weitgehend authentisches und exemplarisches Zeugnis der Volksbauweise seiner Zeit, baugeschichtlich und ortsgeschichtlich bedeutend | 09210607 |
|                | Wohnstallhaus eines ehemaligen Bauernhofes | Altleutewitz 8 (Karte)        | bezeichnet 1855 (Wohnstallhaus)                                                      | charakteristischer ländlicher Bau im malerischen Dorfkern von Leutewitz gelegen, zweiriegeliges Fachwerk im Obergeschoss und Giebel, massives Erdgeschoss, weitgehend authentisches und exemplarisches Zeugnis der Volksbauweise seiner Zeit, baugeschichtlich und ortsgeschichtlich bedeutend | 09210608 |
|                | Wohnstallhaus und Scheune eines Bauernhofes | Altleutewitz 11 (Karte)       | bezeichnet 1828 (Wohnstallhaus)                                                      | Wohnhaus über winkelförmigem Grundriss, Scheune zum Nebengebäude umgebaut, markantes ländliches Anwesen seiner Zeit, zudem Teil eines weitgehend authentisch erhaltenen Dresdner Dorfkerns, baugeschichtlich und ortsgeschichtlich bedeutend | 09210610 |
|                | Wohnstallhaus eines ehemaligen Dreiseithofes und Bauernhaus aus Tonhausen, ehemalig Kreis Schmölln                                                                        | Altleutewitz 12 (Karte)       | bezeichnet 1780 (Bauernhaus), bezeichnet 1780 (Wohnstallhaus)                        | markantes Fachwerkensemble und bedeutsame ländliche Bauten vor allem aus dem späten 18. Jahrhundert, baugeschichtlich und ortsgeschichtlich bedeutend | 09210611 |
|                | Brauerei Leutewitz (ehem.): Wohnstallhaus, Seitengebäude, Torpfeiler und Brauereikeller (Eiskeller unter dem neuen Brauhaus, Neubau, Altleutewitz 13) eines Vierseithofes | Altleutewitz 13 (Karte)       | bezeichnet 1804 (Wohnstallhaus), Mitte 19. Jh. (Seitengebäude), 1882 (Kelleranlagen) | repräsentativste Hofanlage des alten Dorfkerns von Leutewitz, insbesondere das südliche Wohnstallhaus mit ortsbildprägender Giebelseite, hohem Steildach und markanter Hoffront augenfällig, ursprünglich Bauerngehöft, Umgestaltung des Geländes zur Brauerei 1882, als markante ländliche Architektur baugeschichtlich und als lokal bedeutsame Brauerei ortsgeschichtlich bedeutend, des Weiteren ortsbildprägend Anfang des 20. Jahrhunderts als Brauerei genutzt, um 1930 Umbau von Brau- und Kesselhaus zu Wohnzwecken, nach 1990 Umbau zum Wohnhof | 09210613 |
|                | Dorfschänke (ehem.): Seitengebäude | Altleutewitz 16 (Karte)       | um 1884 (Seitengebäude)                                                              | gehörte ursprünglich wohl zum benachbarten Gasthof, charakteristischer ländlicher Bau, vermutlich aus der zweiten Hälfte des 19. Jahrhunderts, markantes Steildach, zählt zu den am ursprünglichsten erhaltenen Gebäuden des reizvollen Leutewitzer Dorfkerns und schließt hin nach Süden hin ab, baugeschichtlich und ortsgeschichtlich sowie stadtentwicklungsgeschichtlich bedeutend | 09303517 |
| Weitere Bilder | Volkspark Leutewitz: Parkanlage | Am Leutewitzer Park (Karte)   | 1908-1912                                                                            | bedeutendes Zeugnis der Volksparkbewegung der Jahrhundertwende, nach zwischenzeitlichem Verfall seit 1994 Beginn Wiederherstellung der historischen Blickbeziehungen und des Wegenetzes, ortsgeschichtlich von Bedeutung | 09218350 |
|                | Mietshaus in Ecklage und offener Bebauung | Ockerwitzer Straße 61 (Karte) | um 1895 (Mietshaus)                                                                  | historisierender Klinkerbau der Jahrhundertwende mit Mansarddach, Betonung der Ecklage durch überhöhten Aufbau, baugeschichtlich und stadtentwicklungsgeschichtlich bedeutend | 09210614 |
|                | Brauerei Leutewitz (ehem.): Wohnstallhaus, Seitengebäude, Torpfeiler und Brauereikeller (Eiskeller unter dem neuen Brauhaus, Neubau, Altleutewitz 13) eines Vierseithofes | Ockerwitzer Straße 68 (Karte) | bezeichnet 1804 (Wohnstallhaus), Mitte 19. Jh. (Seitengebäude), 1882 (Kelleranlagen) | repräsentativste Hofanlage des alten Dorfkerns von Leutewitz, insbesondere das südliche Wohnstallhaus mit ortsbildprägender Giebelseite, hohem Steildach und markanter Hoffront augenfällig, ursprünglich Bauerngehöft, Umgestaltung des Geländes zur Brauerei 1882, als markante ländliche Architektur baugeschichtlich und als lokal bedeutsame Brauerei ortsgeschichtlich bedeutend, des Weiteren ortsbildprägend | 09210613 |
| Weitere Bilder | Leutewitzer Windmühle: Turmholländer | Steinbacher Straße 56 (Karte) | 1839 (Mühle)                                                                         | Wahrzeichen von Leutewitz, weithin sichtbare Windmühle, ortsgeschichtlich und technikgeschichtlich von Bedeutung | 09210615 |
| Weitere Bilder | 75. Grundschule: Schule | Warthaer Straße 60 (Karte)    | um 1905 (Schule)                                                                     | im Reformstil der Zeit um 1910, baugeschichtlich und ortsgeschichtlich von Bedeutung | 09210604 |
|                | Mietshaus in offener Bebauung | Warthaer Straße 71 (Karte)    | um 1880 (Mietshaus)                                                                  | repräsentativer Bau mit markanter historisierender Fassade, baugeschichtlich und stadtentwicklungsgeschichtlich bedeutend | 09210605 |

## Ehemalige Kulturdenkmale
| Bild | Bezeichnung | Lage                               | Datierung | Beschreibung                                                                                  | ID |
| ---- | ----------- | ---------------------------------- | --------- | --------------------------------------------------------------------------------------------- | -- |
|      | Fleischerei | Gottfried-Keller-Straße 76 (Karte) |           | ehemalige Fleischerei, Haupthaus, Nebengebäude, Garten und Einfriedung, Abriss April/Mai 2012 |    |
|      | Wohnhaus    | Warthaer Straße 54 (Karte)         |           | Wohnhaus mit Anbau                                                                            |    |